# Рэнд, Роуз
Роуз Рэнд (англ. Rose Rand; 14 июня 1903, Львов, Цислейтания — 28 июля 1980, Принстон, Нью-Джерси) — австрийский и американский философ. Принадлежала к Венскому кружку.

## Биография
Роза Рэнд родилась в городе Лемберг (сегодня, Львов, Украина). После переезда семьи в Австрию она училась в польской гимназии в Вене. В 1924 году поступила в Венский университет, где её преподавателями были — Генрих Гомперц, Мориц Шлик и Рудольф Карнап. В 1928 году Роуз получила свою первую научную степень. После завершения учёбы она продолжала поддерживать контакты с некоторыми коллегами из Венского кружка, в частности с Рудольфом Карнапом.
Будучи аспиранткой, Рэнд регулярно участвовала во встречах Венского кружка, конспектируя все дискуссии. 1930—1935 годы были самыми активными в её деятельности в Венском кружке. С 1930 по 1937 годы работала и принимала участие в научных исследованиях психиатрически-неврологической клиники Венского университета. На жизнь она зарабатывала обучая студентов и давая уроки взрослым.
В 1938 году получила степень доктора философии.
Проживая в Вене перед Второй мировой войной Роза Рэнд была безработной и претерпевала разного рода трудности из-за своего еврейского происхождения. В 1939 году она эмигрировала в Лондон в статусе еврейки без гражданства.
В Англии первое время работала медсестрой. Позже её приняли как «выдающегося иностранца» на факультете моральных наук Кембриджского Университета. В 1943 году она потеряла все привилегии и была вынуждена работать на металлургической фабрике, а также проводила вечерние занятия по немецкому языку и психологии в Техническом Колледже Лутона и Техническом Колледже Тотенгейма . Карл Поппер помог ей получить небольшой исследовательский грант, благодаря которому она могла посещать Оксфордский университет как «признанный студент». В течение 1943—1950 годов она также работала в практической инженерии.
В 1954 году Рэнд переехала в США. В период между 1955 и 1959 годами преподавала элементарную математику, античную философию и логику, а также была научным сотрудником Чикагского университета, Северо-Западного Университета Индианы в Гарри, а также Университета Нотр-Дам.
В 1959 году переехала в Кембридже, штат Массачусетс, а затем в Принстон, штат Нью-Джерси. Последующие годы она жила благодаря грантам и стипендиям, которые получала для работы над переводами. В период, когда не было грантовой поддержки, Рэнд жила благодаря частным кредитам, другой финансовой помощи и заработку переводчика.
Рукописи Рэнд приобрел Университет Питтсбурга. Среди них есть её исследования, протоколы дискуссий Венского кружка, а также более 1600 писем Отто Нейрата, Людвига Витгенштейна, Альфреда Тарского и других.